# Sophie Francis

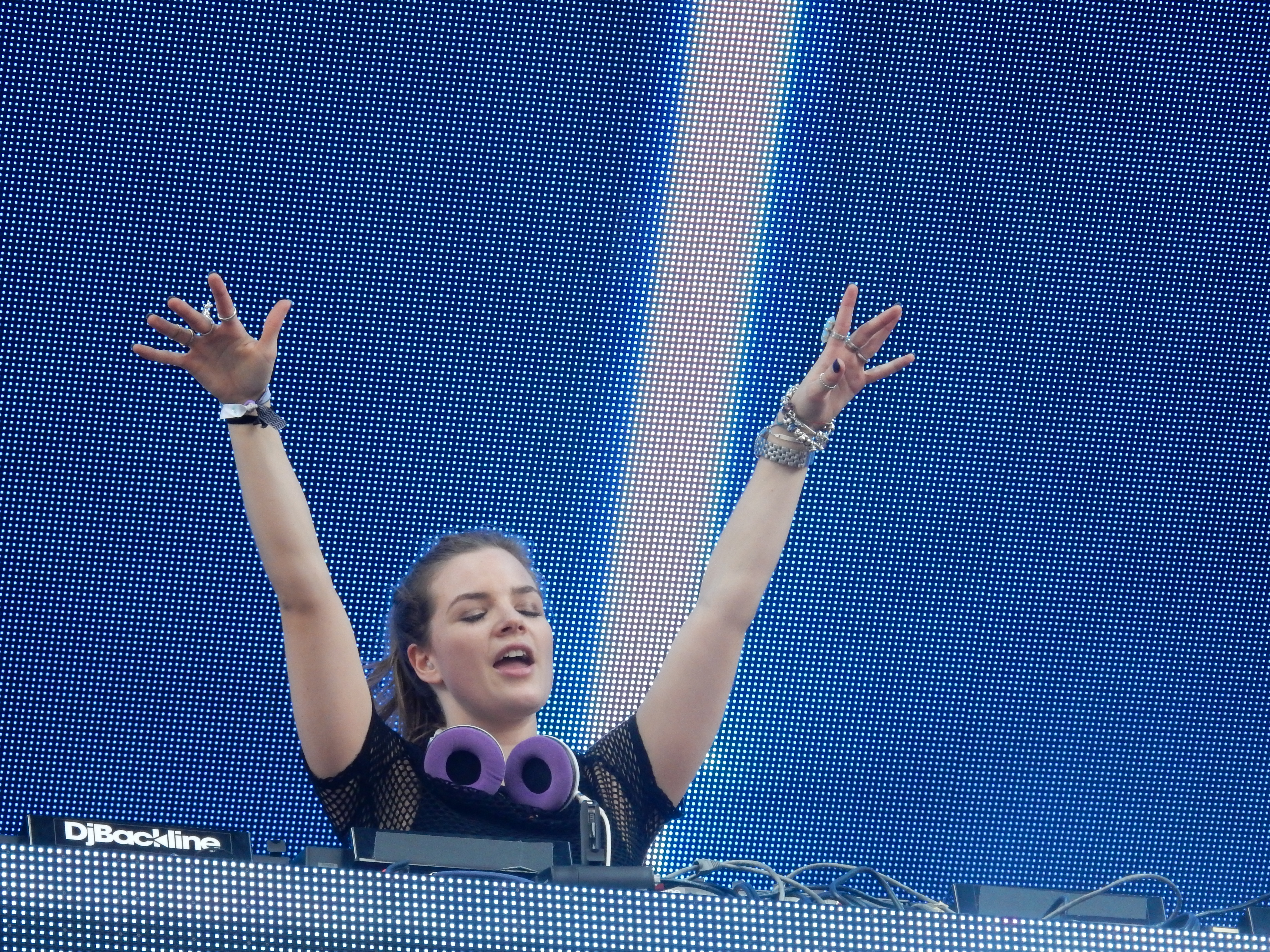
Sophie Francis, 2017

Sophie Francis (* 2. Dezember 1998 als Sophie Bongers in ’s-Hertogenbosch) ist eine niederländische Musikproduzentin und DJ im Bereich der elektronischen Tanzmusik. Sie steht u. a. bei Spinnin’ Records unter Vertrag.

## Leben und beruflicher Werdegang
Francis wurde 1998 in den Niederlanden geboren, wuchs aber im südafrikanischen St. Francis Bay auf. Mit neun Jahren erhielt sie ihren ersten Klavierunterricht. Sie besuchte eine Musikschule im niederländischen Eindhoven  und nahm dort DJ-Unterricht. Ihren ersten öffentlichen Auftritt hatte sie 2015 in St. Francis Bay. Francis trat zunächst unter dem Künstlernamen Sophie’s choice auf, später änderte sie den Namen in Sophie Francis, als Tribut an die St. Francis Bay.

## Lieder
- 2016: Drop Of A Dime [Freeway Recordings]
- 2016: Up In This [Freeway Recordings]
- 2016: Bad Boy [Freeway Recordings]
- 2016: Annihilate [FREE]
- 2016: Walls [Powerhouse Music]
- 2016: Don’t Stop [Dirty Dutch Music]
- 2017: Without You [Spinnin’ Records]
- 2017: Lovedrunk [Spinnin’ Records]
- 2017: Get Over It [Smash The House]
- 2018: Hearts Of Gold [Spinnin’ Records]
- 2018: Get Over It (feat. Laurell) [Smash The House]
- 2018: Stay up [Spinnin’ Records]